# Levon Shant
Levon Shant (arménien : Լեւոն Շանթ), né Levon Nahashbedian (et ensuite Levon Seghposian) le 6 avril 1869 à Constantinople et mort le 29 novembre 1951 à Beyrouth, est un dramaturge, auteur, poète arménien et l'un des fondateurs de l'association éducative et culturelle arménienne Hamazkaïne.

## Biographie

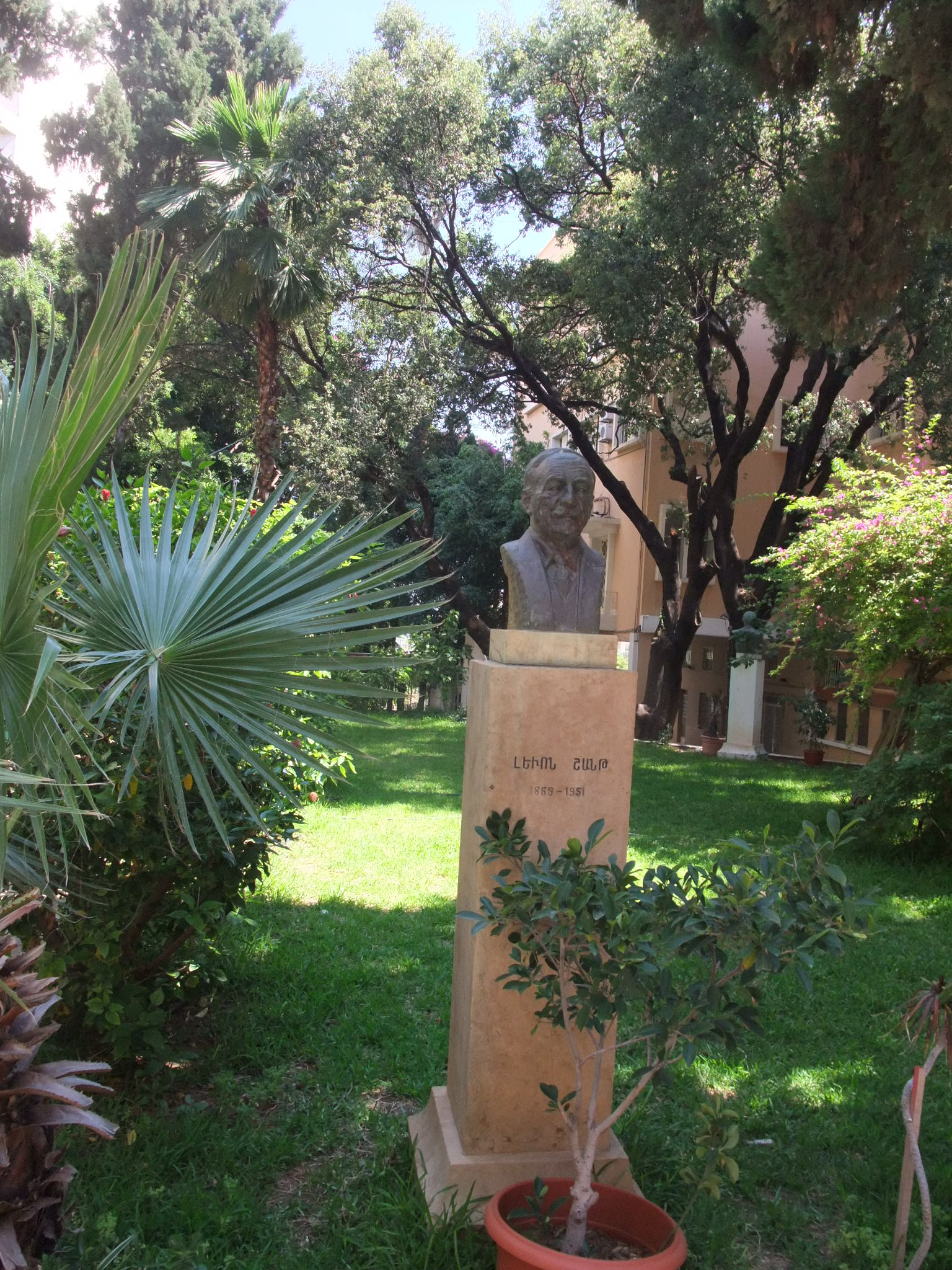
Buste de Levon Shant devant le séminaire Nshan Palanjian, bâtiment N 1

Levon Shant naît le 6 avril 1869 à Constantinople. Il fréquente d'abord une école arménienne à Scutari jusqu'en 1884 et ensuite le Séminaire théologique Gevorkian à Etchmiadzin jusqu'en 1891.
Il retourne à Constantinople pour enseigner et écrire. Son premier essai est publié par le quotidien Hayrenik en 1891.
Il quitte l'Empire ottoman pour l'Allemagne en 1893 pour six ans afin d'étudier la science, la psychologie, l'éducation, la littérature et l'histoire dans les universités de Leipzig, Iéna et Munich.
Il retourne ensuite à Constantinople où il continue à écrire et travailler comme enseignant.
En tant qu'auteur, il est le plus connu pour ses pièces : Hin Asdvadzner (Dieux anciens, 1908), Kaisre (L'empereur, 1914), Ingadz Berdi Ishkhanuhin (La princesse du fort tombé, 1921), Oshin Payl (1929).
Il est l'un des vice-présidents du parlement arménien durant la première république arménienne et mène une délégation à Moscou en avril 1920 pour négocier avec le nouveau régime communiste.
Il quitte l'Arménie après sa soviétisation en 1921 et s'installe à Paris, au Caire et finalement à Beyrouth. Il est un des fondateurs de l'association Hamazkaïne au Caire (1928). L'année suivante, il fonde et dirige le Collège Nshan Palandjian Djemaran à Beyrouth, et ce, jusqu'à sa mort.
Levon Shant était un membre de la Fédération révolutionnaire arménienne.
Il meurt en 1951 à Beyrouth.
Un volume de ses écrits fut publié en Arménie soviétique en 1968 bien qu'il soit un des nombreux écrivains bannis en raison de divergences politiques.
Ses pièces de théâtre L'empereur et Dieux anciens sont parmi les plus populaires à encore être jouées. D'ailleurs, Dieux anciens a révolutionné la littérature arménienne quand il fut présenté à Tiflis en 1913. Cette pièce fut traduite en anglais, allemand, italien, français et russe et fut même dirigée par Constantin Stanislavski en 1917.
En France, il fut mis en scène par Arby Ovanessian.

## Œuvre
- L'égoïste (« Եսի մարդը »), 1901
- Pour quelqu'un d'autre (« Ուրիշի համար »), 1903
- Sur la route (« Ճամբուն վրայ »), 1904
- Dieux anciens (« Հին աստուածներ »), 1908
- La princesse du fort tombé (« Ինկած բերդի իշխանուհին »)
- L'empereur (« Կայսրը »), 1916
- L'Enchaîné, 1918, traduit par Anaïd Donabédian et Alice Artignan, éditions l'Espace d'un instant  (ISBN 2-915037-03-5)